# Estação Ferroviária de Cassoalala
Cassoalala é uma interface ferroviária do Ramal do Dondo, em Angola.

## Serviços
A interface é usada pelo serviço de médio curso.